# Ernest Neuhard
Ernest Neuhard est un coureur cycliste français né le 22 novembre 1903 à Troyes et mort le 10 septembre 1980 à Meaux.
En 1948, à l'âge de 44 ans, il prend le départ de sa dernière course, Paris-Brest-Paris. Il termine 11e.

## Palmarès
- 1926
  - 2e de Paris-Rouen
- 1927
  - 3e de Paris-Limoges
  - 3e de Paris-Contres
  - 3e de Paris-Vichy
- 1928
  - 3e de Bordeaux-Paris
- 1929
  - Paris-Contres
  - 2e de Paris-Épernay
  - 6e de Paris-Roubaix
- 1930
  - Grand Prix de l'Écho d'Alger
  - Critérium des Aiglons
  - Paris-Nancy
  - Lyon-Belfort
  - 2e de Paris-Limoges
  - 3e du Tour du Vaucluse
  - 3e du Circuit du Bourbonnais
  - 3e du Circuit franco-suisse
  - 3e du Circuit du Forez
- 1931
  - 3e du Circuit des cols pyrénéens
  - 3e du Circuit du Gers
  - 10e de Paris-Brest-Paris[3]
- 1932
  - 2e du G.P de la Somme
  - 3e de Paris-Dunkerque
- 1935
  - 3e de Paris-Camembert

## Résultats sur le Tour de France
- 1928 : abandon (9e étape)
- 1929 : 20e
- 1932 : 28e
- 1933 : 40e (lanterne rouge)